# سملیوو
سملیوو (به لاتین: Ćmielów) یک شهر و گمینا در لهستان است که در گمینا تشمیلوو واقع شده‌است. سملیوو ۱۳٫۲۱ کیلومتر مربع مساحت و ۳٬۱۷۲ نفر جمعیت دارد.